# Velké Toko
Velké Toko (rusky Большое Токо, jakutsky Улахан Токо) je jezero na hranici Jakutské republiky a Chabarovského kraje v Rusku. Má rozlohu 85 km². Leží v nadmořské výšce 903 m.

## Pobřeží
Nachází se na severním svahu hřbetu Tokijskij Stanovik v tektonické kotlině dotvořené ledovcem. Poblíž se nachází nejvyšší hora Stanového pohoří.

## Vodní režim
Zdroj vody tvoří menší přítoky a atmosférické srážky. Z jezera odtéká řeka Mulam (povodí Aldanu).